# European Council of Skeptical Organisations
ll Comitato Europeo di Organizzazioni Scettiche (European Council of Skeptical Organisations-ECSO)  è una organizzazione ombrello che raccoglie numerose associazioni scettiche in Europa.

## Mandato

### Obiettivi
L'ECSO è stata fondata il 25 settembre 1994 con lo scopo di coordinare le attività delle associazioni europee e degli individui che studiano in modo critico le dichiarazioni pseudoscientifiche e le affermazioni riguardo alle osservazioni di fenomeni paranormali, e di rendere i risultati di tali inchieste note al grande pubblico.
Intende dare continuità alla serie di congressi scettici europei che hanno preceduto la sua costituzione e sostiene un congresso biennale e un simposio ogni due anni.

L’atto costitutivo del Comitato Europeo di Organizzazioni Scettiche afferma che l’associazioni si sforza di:
1. proteggere il pubblico dalla promulgazioni di affermazioni e terapie che non sono state soggette a test critici e potrebbero quindi costituire un pericolo per esso.
2. indagare attraverso dei test e degli esperimenti controllati le affermazioni straordinarie che sono ai margini dell’attuale sapere scientifico oppure che lo contraddicono. In particolare, questo è applicato a fenomeni solitamente identificati come fenomeni “paranormali” oppure “pseudoscientifici”. Tuttavia nessuna affermazione, nessuna spiegazioni oppure nessuna teoria sarà respinta a priori, non prima di una valutazione obbiettiva.
3. promuovere la politica pubblica che si basa sulle buone pratiche nei campi della scienza e della medicina.[3]»

L’atto costitutivo è stato firmato da Amardeo Sarma (GWUP), Michael Howgate (UK Skeptics), Miguel Angel Sabadell (ARP), Paul Kurtz (CSICOP), Tim Trachet (SKEPP), Arlette Fougnies (Comité Para) e Cornelis de Jager (Stichting Skepsis).

## Organizzazione

### Consiglio di Amministrazione

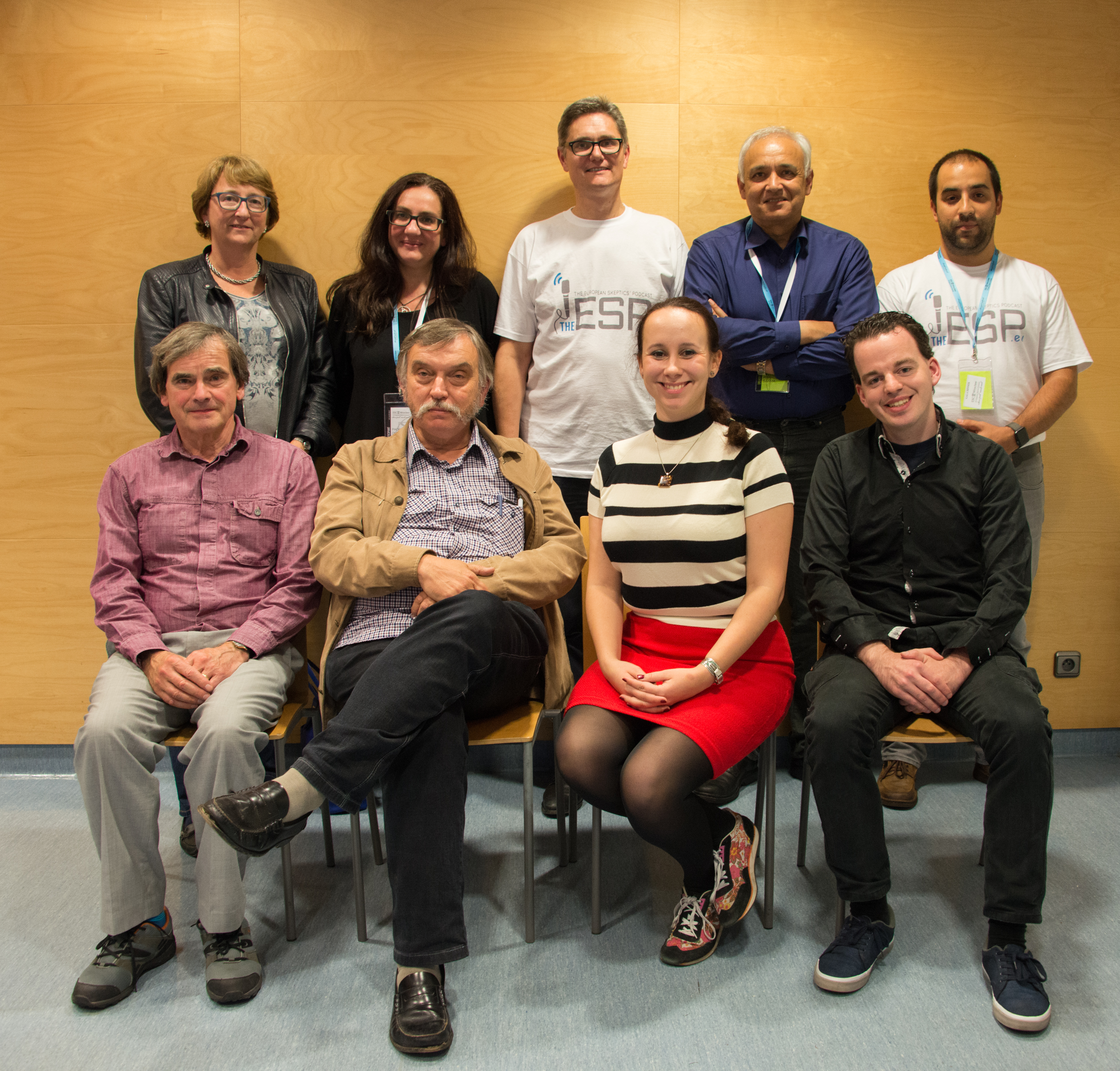
Il consiglio riunito a Breslavia all'ESC 2017.
Dietro: de Jong, De Gobbi, Böckman, Sarma, Pintér.
Davanti: Heap, Trachet, Klingenberg, Korteweg.

Cornelis de Jager è stato il primo presidente fino al 2001, quando è stato sostituito da Amardeo Sarma (2001-2013) che a sua volta è stato seguito da Gábor Hraskó.
Da settembre 2017, il consiglio è così composto:
- Claire Klingenberg (Sisyfos)  – Presidente
- Tim Trachet (SKEPP) – Vicepresidente
- Amardeo Sarma (GWUP) – Tesoriere
- Paola De Gobbi (CICAP) - Membro
- Pontus Böckman (VoF) – Membro
- Catherine de Jong (VtdK) – Membro
- Leon Korteweg (DVG) – Membro Associato
- Michael Heap (ASKE) – Membro Associato
- András Gábor Pintér (SzT) – Membro Associato

### Associazioni Aderenti
L'ECSO riunisce i seguenti gruppi scettici:
| Nome locale                                                                                 | Nome in italiano                                                                          | Sigla       | Fondato | Area servita | Note                                                          |
| ------------------------------------------------------------------------------------------- | ----------------------------------------------------------------------------------------- | ----------- | ------- | ------------ | ------------------------------------------------------------- |
| Alternativa Racional a las Pseudociencias - Sociedad para el Avance del Pensamiento Crítico | Alternativa Razionale alla Pseudoscienza - Società per la Promozione del Pensiero Critico | ARP-SAPC    | 1986    | Spagna       | Membro Fondatore.                                             |
| Association for Skeptical Enquiry                                                           | Associazione per Inchieste Scettiche                                                      | ASKE        | 1997    | Regno Unito  |                                                               |
| Association française pour l’information scientifique                                       | Associazione Francese per l'Informazione Scientifica                                      | AFIS        | 2000    | Francia      | Membro dal 2001.                                              |
| Comitato Italiano per il Controllo delle Affermazioni sulle Pseudoscienze                   | Comitato Italiano per il Controllo delle Affermazioni sulle Pseudoscienze                 | CICAP       | 1989    | Italia       |                                                               |
| Comité belge pour l'Analyse Critique des parasciences                                       | Comitato Belga per l'Analisi Critica della parascienza                                    | Comité Para | 1949    | Belgio       | Serve le aree di Vallonia e di Bruxelles. Membro Fondatore.   |
| Círculo Escéptico                                                                           | Circolo Scettico                                                                          | CE          | 2006    | Spagna       |                                                               |
| Föreningen Vetenskap och Folkbildning                                                       | Scienza e Illuminismo Popolare                                                            | VoF         | 1982    | Svezia       |                                                               |
| Gesellschaft zur wissenschaftlichen Untersuchung von Parawissenschaften                     | Società per l'Investigazione Scientifica della Parascienza                                | GWUP        | 1987    | D-A-CH       | Sede in Roßdorf, Germania. Membro Fondatore.                  |
| Irish Skeptics Society                                                                      | Società Scettica Irlandese                                                                | ISS         | 2002    | Irlanda      |                                                               |
| Klub Sceptyków Polskich                                                                     | Circolo Scettico Polacco                                                                  | KSP         | 2010    | Polonia      | Membro dal 2017.                                              |
| Observatoire Zététique                                                                      | Osservatorio Zetetico                                                                     | OZ          | 2003    | Francia      | [ 9 ]                                                         |
| Skepsis ry                                                                                  | Associazione Scepsi                                                                       | Skepsis     | 1987    | Finlandia    |                                                               |
| Skeptiker Schweiz – Verein für kritisches Denken                                            | Scettici Svizzeri - Associazione per il Pensiero Critico                                  | Skeptiker   | 2012    | Svizzera     | [ 10 ]                                                        |
| Stichting Skepsis                                                                           | Fondazione Scepsi                                                                         | Skepsis     | 1987    | Paesi Bassi  | Membro Fondatore.                                             |
| Studiekring voor de Kritische Evaluatie van Pseudowetenschap en het Paranormale             | Circolo di Studio per la Valutazione Critica della Pseudoscienza e del Paranormale        | SKEPP       | 1990    | Belgio       | Serve le aree delle Fiandre e di Bruxelles. Membro Fondatore. |
| Szkeptikus Társaság                                                                         | Società Scettica Ungherese                                                                | SzT         | 2006    | Ungheria     |                                                               |
| Vereniging tegen de Kwakzalverij                                                            | Associazione Contro la Ciarlataneria                                                      | VtdK        | 1881    | Paesi Bassi  | Ad oggi non esiste un tesseramento formale.                   |
| Český klub skeptiků Sisyfos                                                                 | Sisyfos Scettici cechi                                                                    | Sisyfos     | 1995    | Rep. Ceca    |                                                               |

Inoltre, il Committee for Skeptical Inquiry (CSI, in passato Committee for the Scientific Investigation of Claims of the Paranormal - Comitato per l'Indagine Scientifica delle Affermazioni sul Paranormale), il cui fondatore e presidente di lunga data, Paul Kurtz che ha attivamente partecipato alla sua formazione (principalmente perché lo Skeptical Inquirer aveva molti abbonati in Europa), e l’Israel Skeptics Society (Società Scettica di Israele) sono membri associati di ECSO.

## European Skeptics Congress

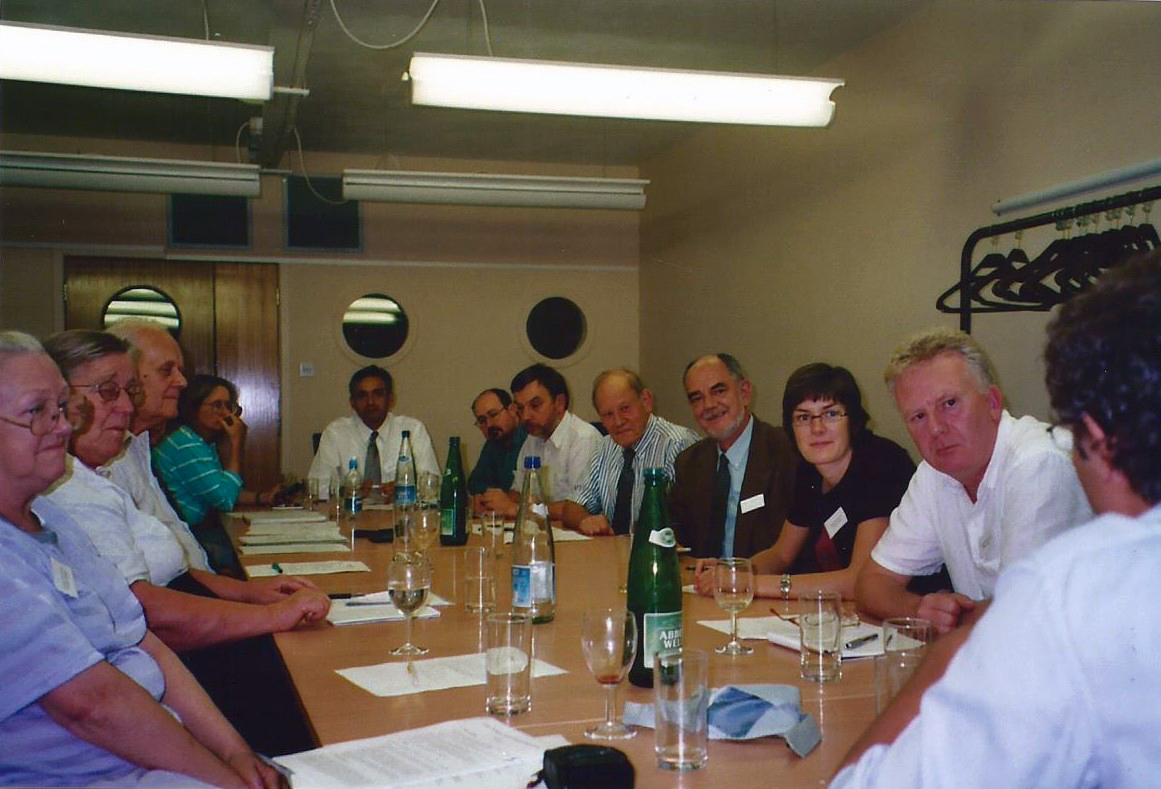
Consiglio ECSO e membri di CSICOP riuniti al 11° European Skeptics Congress a Londra.

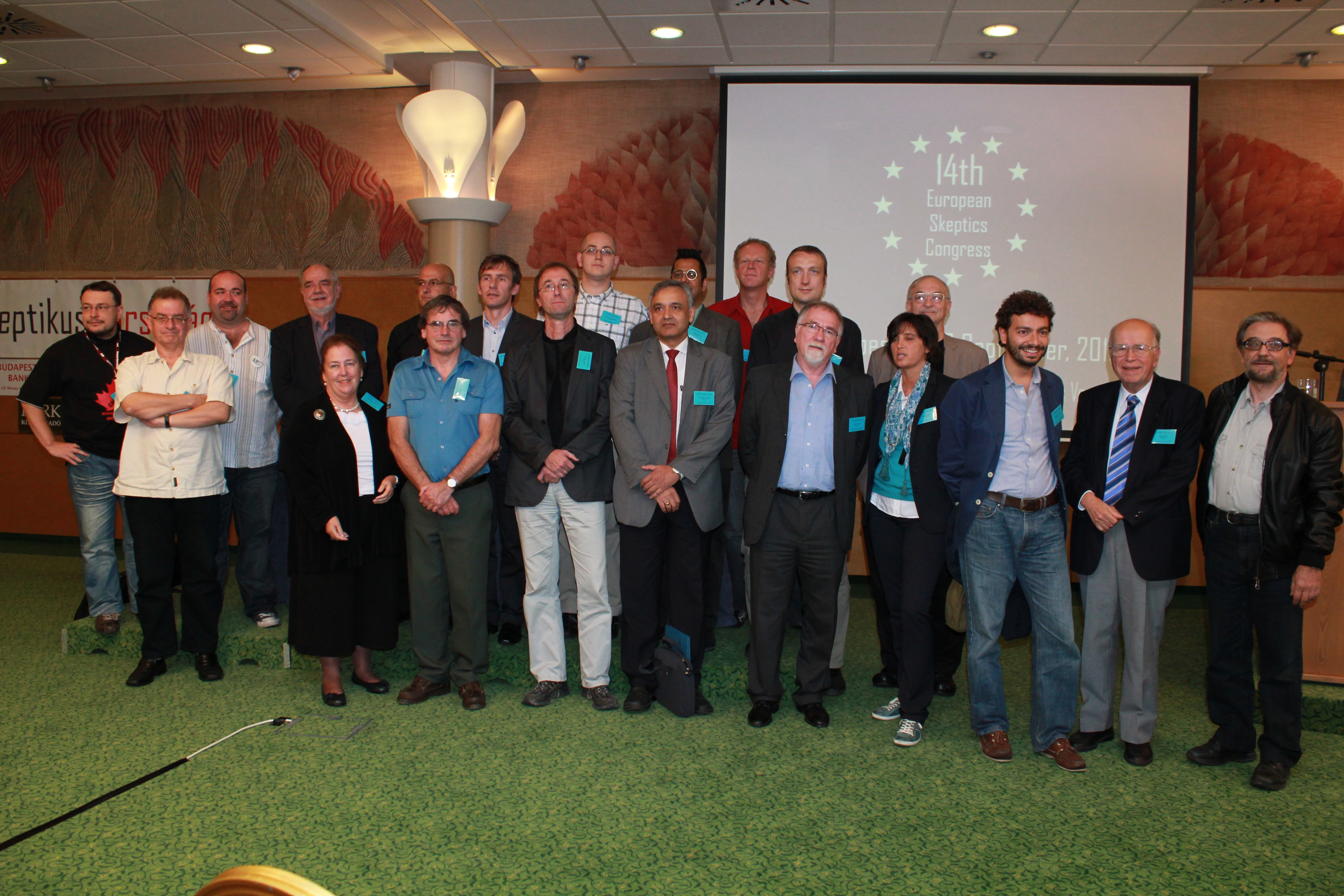
I relatori del 14 ° European Skeptics Congress a Budapest.

Gli European Skeptics congress (ECS), congressi a cui partecipano organizzazioni di scettici da molti paesi europei, sono state tenute regolarmente dal 1989. Le conferenze si svolgono spesso durante il mese di settembre, e possono durare dai due ai quattro giorni. L’ECSO è stato costituito al 6° ECS il 25 settembre 1994 in Ostenda, Belgio. Dalla sua fondazione, l’ECSO coordina l’organizzazione dei nuovi ECS che si svolgono, mediamente una volta ogni due anni, ed è ospitato da un’organizzazione associata diversa ogni volta. Organizzazioni di scettici che non sono associati al ECSO possono inviare delle delegazioni. Gli ECS nel passato:
| Evento                          | Data                 | Città         | Paese          | Note                                                                                      |
| ------------------------------- | -------------------- | ------------- | -------------- | ----------------------------------------------------------------------------------------- |
| I European Skeptics Congress    | 5–7 maggio 1989      | Bad Tölz      | Germania Ovest |                                                                                           |
| II European Skeptics Congress   | 10–11 agosto 1990    | Belgio        | Belgio         |                                                                                           |
| III European Skeptics Congress  | 4–5 ottobre 1991     | Amsterdam     | Paesi Bassi    |                                                                                           |
| IV European Skeptics Congress   | 17–19 luglio 1992    | Saint-Vincent | Italia         |                                                                                           |
| V European Skeptics Congress    | 29–31 agosto 1993    | Keele         | Regno Unito    | Tema: “Scienza per la vita: salute, medicina e benessere”. Organizzato dagli UK Skeptics. |
| VI European Skeptics Congress   | 23–25 settembre 1994 | Ostenda       | Belgio         | Tema: “Scienza, pseudoscienza e l'ambiente”. ECSO formed.                                 |
| VII European Skeptics Congress  | 4–7 maggio 1995      | Roßdorf       | Germania       |                                                                                           |
| VIII European Skeptics Congress | 4–7 settembre 1997   | A Coruña      | Spagna         |                                                                                           |
| IX European Skeptics Congress   | 17–19 settembre 1999 | Maastricht    | Paesi Bassi    | Ospitato da Stichting Skepsis                                                             |
| X European Skeptics Congress    | 7–9 settembre 2001   | Praga         | Rep. Ceca      | Theme: "L'Ascesa e lo Sviluppo di Credenze Paranormali in Europa Orientale"               |
| XI European Skeptics Congress   | 5–7 settembre 2003   | Londra        | Regno Unito    |                                                                                           |
| XII European Skeptics Congress  | 13–15 ottobre 2005   | Bruxelles     | Belgio         | Tema: "Pseudoscienza, medicina alternativa e media."                                      |
| XIII European Skeptics Congress | 7–9 settembre 2007   | Dublino       | Irlanda        | Tema: "L'assalto alla scienza: la costruzione di una risposta" 100+ partecipanti.         |
| XIV European Skeptics Congress  | 17–19 settembre 2010 | Budapest      | Ungheria       | [ 21 ]                                                                                    |
| XV European Skeptics Congress   | 22–25 agosto 2013    | Stoccolma     | Svezia         | Tema: "ESCape to Clarity!(Fuga per Chiarezza!)"                                           |
| XVI European Skeptics Congress  | 10–13 settembre 2015 | Londra        | Regno Unito    | Imminente                                                                                 |

## Premi
Durante la sesta edizione del World Skeptics Congress (Berlino, 18-20 maggio 2012), sponsorizzato da ECSO, GWUP e il Committee for Skeptical Inquiry (CSI), l'ECSO ha presentato il premio per “Scettico Eccezionale” a Wim Betz (SKEPP) e a Luigi Garlaschelli (CICAP) “come riconoscimento per [la loro] dedizione e per [il loro] contributo eccezionale nella promozione della scienza e nell'investigare affermazioni straordinarie.” Simultaneamente, CSI ha presentato a Simon Singh e ad Edzard Ernst il premio “Elogio alla Ragione” “come riconoscimento per [il loro] distinto contributo all'uso dell'indagine critica, delle prove scientifiche e della ragione nel valutare affermazioni di conoscenza.”